# Бьюкенен, Эйми
Эйми Бьюкенен (англ. Aimee Buchanan; род. 11 июня 1993, Бостон) — израильская фигуристка, выступающая в одиночном катании. Чемпионка Израиля, участница зимних Олимпийских играх 2018 года, где со сборной Израиля она заняла восьмое место.

## Биография
Бьюкенен родилась и выросла в Бостоне, а затем жила в Лексингтоне и Юлессе. Мать Бьюкенен зовут Венди, она родом из Израиля, как и ее бабушка с дедушкой по материнской линии. Таким образом, Эйми Бьюкенен также считается еврейкой. В течение нескольких лет она посещала синагогу до тех пор, пока спорт не стал занимать слишком много времени. Она училась в колледже Эндикотт и в Академии спорта США, где получила степень бакалавра. С 2014 года она имеет двойное американо-израильское гражданство.

## Карьера
Бьюкенен начала заниматься фигурным катанием в возрасте четырёх лет, но серьезно не тренировалась до 19 лет. В то время как она жила в Бостоне, она тренировалась в клубе Colonial Figure Skating Club в Боксборо с тренерами Джули Грэм-Эвзан и Чадом Бреннаном, в то время как ее программы были поставлены участницей Олимпийских игр Шерил Франкс. В ноябре 2013 года она заняла второе место на региональном чемпионате Новой Англии по фигурному катанию в Ньюингтоне.
Она переехала в Техас, чтобы тренироваться с тренерами по фигурному катанию Питером и Дарлин Кейн. Она катается в команде Кейн.
Бьюкенен трижды представляла Израиль на чемпионатах Европы по фигурному катанию, а в 2016 году стала чемпионкой Израиля. В августе 2017 года ей сделали операцию на ноге. Она не смогла принять участие в отборочном турнире к Олимпийским играм в Германии в 2017 году, так как соревнования попали на праздник Йом Кипур.
Эйми приняла участие в зимних Олимпийских играх 2018 года в командном фигурном катании. Бьюкенен заняла 10-е место в короткой программе женского командного турнира с результатом 46,30, улучшив на 1,23 балла прошлый личный рекорд. Израиль занял 8-е место, опередив Южную Корею и Францию, и не попал в финал командного турнира.

## Результаты

### За Израиль
| Соревнование                        | 14/15 | 15/16 | 16/17 | 17/18 |
| ----------------------------------- | ----- | ----- | ----- | ----- |
| Олимпийские игры — командный турнир |       |       |       | 8     |
| Чемпионаты Европы                   |       | 31    | 31    | 38    |
| Чемпионаты Израиля                  | 3     | 2     | 1     | 2     |
| CS Finlandia                        |       |       | 16    |       |
| CS Золотой конёк Загреба            |       |       | 13    |       |
| CS Ice Challenge                    |       | 11    |       |       |
| CS U.S. Classic                     |       | 13    | 8     | 10    |
| CS Volvo Open                       | 19    |       | 15    |       |
| Nebelhorn Trophy                    | 16    |       |       |       |
| Tallinn Trophy                      | 11    |       |       |       |
| Bavarian Open                       |       |       | 18    |       |
| Мемориал Гельмута Зайбта            |       |       | 14    |       |
| Международный Кубок Вызова          |       |       | 15    |       |
| MNNT Cup                            |       | 13    |       |       |
| Philadelphia                        |       | 10    |       | 12    |
| Volvo Open Cup                      |       |       | 15    |       |
| CS = турнир серии Челленджер        |       |       |       |       |

### За Соединённые Штаты Америки
| Соревнование   | 11/12 |
| -------------- | ----- |
| Чемпионаты США | 19    |